# Lac Bighorn
Le lac Bighorn est un réservoir situé derrière le barrage de Yellowtail dans la zone de loisirs nationale de Bighorn Canyon, située dans le sud du Montana et le nord du Wyoming.

## Géographie

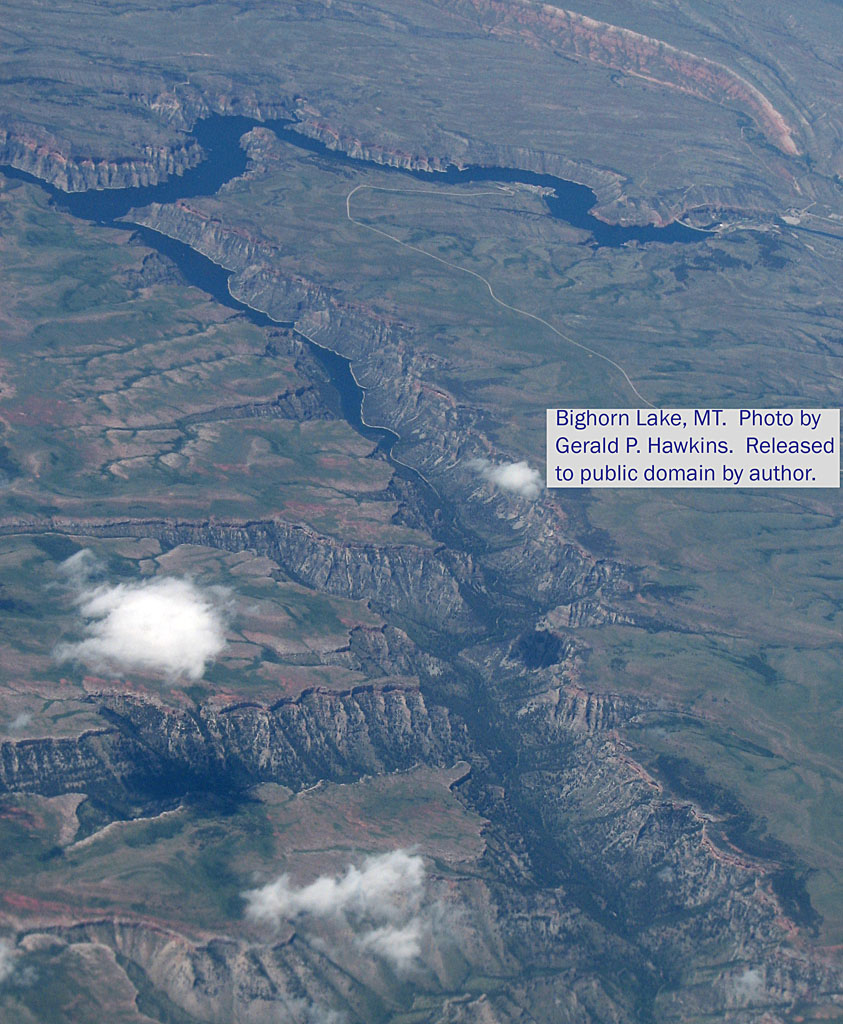
Section est du réservoir du lac Bighorn à Bighorn Canyon.

Le réservoir est à 64 km au sud de Billings, Montana. Il s'étend sur 115 km de longueur du Bighorn Canyon. Le lac fut établi par la construction en 1965 du barrage de Yellowtail sur la rivière Bighorn, près de Fort Smith, Montana.